# René Bochmann

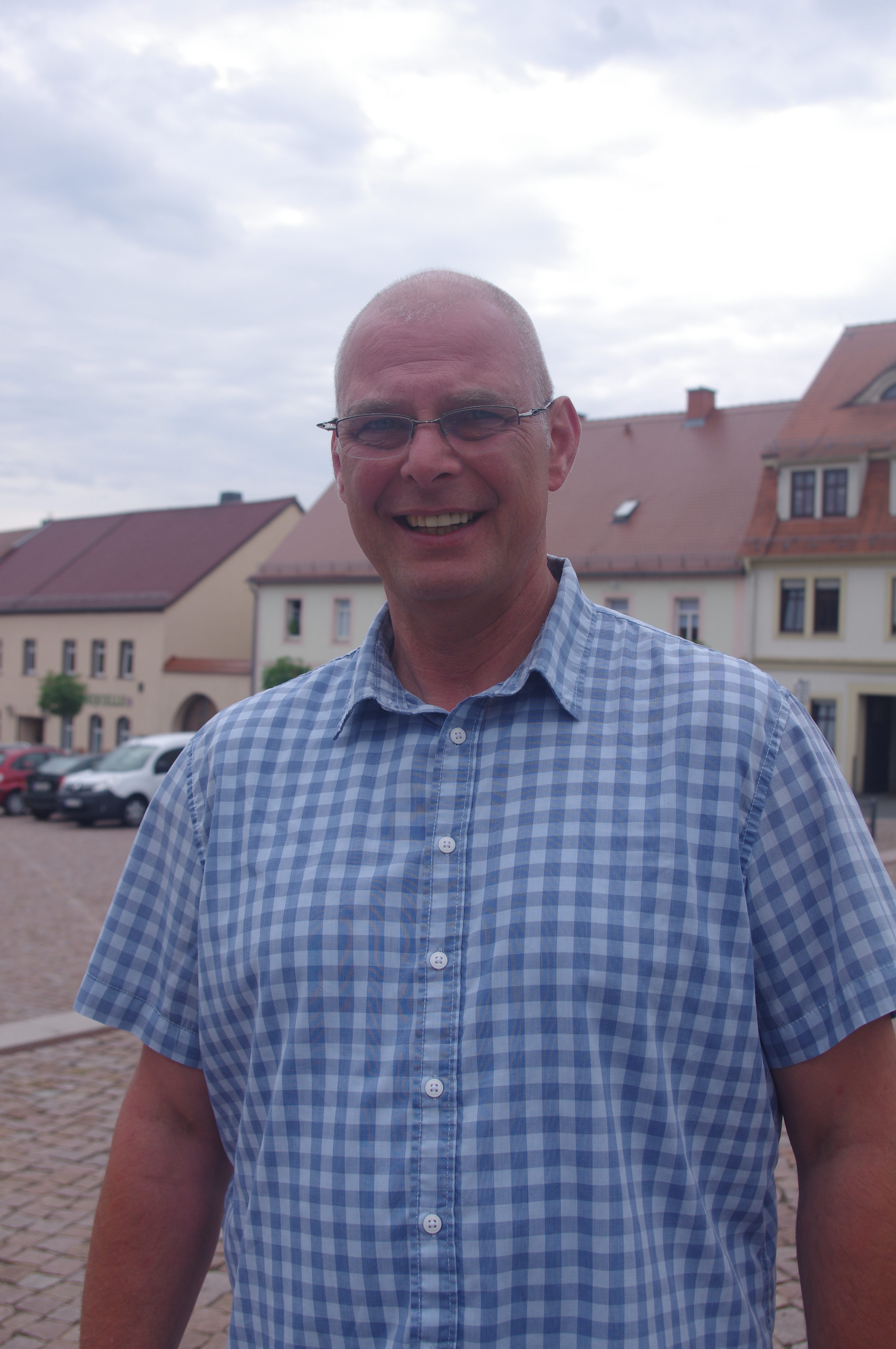
René Bochmann (2023)

René Bochmann (* 4. Februar 1969 in Markranstädt) ist ein deutscher Politiker (AfD). Er ist seit 2021 Mitglied des Deutschen Bundestages.

## Leben und Beruf
Nach seinem Abschluss an der 48. Polytechnischen Oberschule 1985 in Leipzig absolvierte Bochmann bis 1987 eine Ausbildung zum Baufacharbeiter im VEB Verkehrs- und Tiefbaukombinat Leipzig. Anschließend verpflichtete er sich freiwillig als Berufsunteroffizer bei den Grenztruppen der DDR. Sein Dienst an der innerdeutschen Grenze endete im Februar 1990.
Nach seiner Entlassung war Bochmann in Leipzig bis 1995 als Heizer, Kraftfahrer, Raumpfleger, Bauwerker, Zeitungszusteller und Verkaufsmitarbeiter, von 1995 bis 1999 als Bauchfacharbeiter in Herzberg (Elster), von 1999 bis 2002 als Vertriebsmitarbeiter in Herzberg und Falkenberg/Elster und von 2002 bis 2004 als Kraftfahrer und Gerüstbauhelfer in Köln tätig. Danach absolvierte Bochmann bis 2007 am Berufsförderungswerk Berlin-Brandenburg in Mühlenbeck eine Ausbildung zum Bürokaufmann und arbeitete danach bis 2008 in einem Einzelhandelsunternehmen und von 2010 bis 2019 als Produktionsmitarbeiter in Rackwitz. Von 2020 bis 2021 arbeitete Bochmann im Wahlkreisbüro eines sächsischen AfD-Landtagsabgeordneten.
René Bochmann ist geschieden und hat zwei Kinder.

## Politik

### Partei
Bochmann war von 1987 bis 1990 Mitglied der SED.
Bochmann gibt an, in den 1990er Jahren mit der CDU sympathisiert zu haben, aber ab 2015 durch die Pegida-Bewegung und eine Legida-Demonstration politisiert worden zu sein. Im März oder Mai 2016 wurde er Mitglied der AfD und bald darauf Sprecher der Ortsgruppe Rackwitz.
Er unterstützte Detlev Spangenberg im Bundestagswahlkampf 2017 und wurde im November 2017 zum Vorsitzenden des AfD-Kreisverbands Nordsachsen gewählt.

### Mandate
Bochmann gehört seit November 2019 dem Kreistag des Landkreises Nordsachsen an.
Bei der Landtagswahl in Sachsen 2019 konnte er sich im  Wahlkreis Nordsachsen 2 mit 30,6 % der Erststimmen nicht als Direktkandidat gegen den CDU-Kandidaten Sebastian Gemkow (34,3 %) durchsetzen.
Seit 2021 ist Bochmann Mitglied des Deutschen Bundestages. Er ist nach der Bundestagswahl 2021 als direkt gewählter Abgeordneter des Wahlkreises Nordsachsen mit 27,8 % der Erststimmen in den Bundestag eingezogen. Er ist Mitglied im Verkehrsausschuss und stellvertretendes Mitglied im Ausschuss für Wohnen, Stadtentwicklung, Bauwesen und Kommunen.

### Sonstiges
Im Januar 2021 wurden an Bochmanns Auto mehrere Radschrauben entfernt, beziehungsweise gelockert. Er bemerkte die Manipulation beim Fahren und konnte einen Unfall verhindern. Der Staatsschutz und die Soko LinX ermittelten.